# Circondario di Girgenti
Il circondario di Girgenti era uno dei circondari in cui era suddivisa l'omonima provincia.

## Storia
Con l'Unità d'Italia (1861) la suddivisione in province e circondari stabilita dal Decreto Rattazzi fu estesa all'intera Penisola.
Il circondario di Girgenti fu abolito, come tutti i circondari italiani, nel 1927, nell'ambito della riorganizzazione della struttura statale voluta dal regime fascista. Tutti i comuni che lo componevano rimasero in provincia di Girgenti, contemporaneamente ribattezzata provincia di Agrigento.

## Suddivisione
Nel 1863, la composizione del circondario era la seguente:
1. Mandamento I di Aragona
  - Aragona, Comitini
2. Mandamento II di Campobello di Licata
  - Campobello di Licata
3. Mandamento III di Canicattì
  - Canicattì
4. Mandamento IV di Cattolica
  - Cattolica, Montallegro
5. Mandamento V di Favara
  - Favara
6. Mandamento VI di Girgenti
  - Girgenti, Porto Empedocle
7. Mandamento VII di Grotte
  - Grotte
8. Mandamento VIII di Licata
  - Lampedusa, Licata
9. Mandamento IX di Naro
  - Castrofilippo, Naro
10. Mandamento X di Palma di Montechiaro
  - Camastra, Palma di Montechiaro
11. Mandamento XI di Racalmuto
  - Racalmuto
12. Mandamento XII di Raffadali
  - Raffadali, Sant'Angelo Muxaro
13. Mandamento XIII di Ravanusa
  - Ravanusa
14. Mandamento XIV di Siculiana
  - Realmonte, Siculiana